# ۱۱ دقیقه (فیلم)
۱۱ دقیقه (انگلیسی: 11 Minutes) فیلمی در ژانر مهیج به نویسندگی و کارگردانی یژی اسکولیموفسکی است که در سال ۲۰۱۵ منتشر شد.